# Samuel Beckles
Samuel Husbands Beckles (12. dubna 1814 – 4. září 1890) byl britský právník a sběratel fosilií, který proslul zejména svými sbírkami zkamenělin dinosaurů a jejich současníků ze Sussexu a ostrova Isle of Wight. Mezi jeho objevy patří například jedna z prvních známých sérií dinosauřích stop, přisouzená roku 1862 rodu Iguanodon, dále čelist menšího býložravého dinosaura rodu Echinodon, pravěký savec druhu Plagiaulax becklesii a zejména pak po něm pojmenovaný dravý dinosaurus (teropod) Becklespinax. Beckles se narodil na Barbadosu, po přesunu do Velké Británie v roce 1835 nicméně proslul právě tam jako sběratel zkamenělin s 45 let dlouhým působením. Proslul také rozsáhlými vykopávkami a tzv. Beckles pit ("Becklesovou jámou"), což byl příkop, hluboký pět metrů, vykopaný na ploše 600 čtverečních metrů. Stále jde o jednu z nejrozsáhlejších exkavačních paleontologických prací v Evropě. Dnes je Beckles vzpomínán zejména jako významná postava pro dějiny výzkumu neptačích dinosaurů. V roce 1859 byl, ač bez formálního vědeckého vzdělání, za své zásluhy zvolen za člena britské Královské společnosti. Zemřel ve věku 76 let ve městě Hastings.